# Чарлс С. Датон
Чарлс Стенли Датон (енгл. Charles Stanley Dutton; Балтимор, Мериленд, 30. јануара 1951), амерички је филмски, позоришни и телевизијски глумац, редитељ и продуцент.